# Нева
Нева́ (ест. Neeva, фін. Neva, Nevajoki, швед. Nyen, Nevan) — річка в Росії, з'єднує Ладозьке озеро з Фінською затокою Балтійського моря. Сточище (включаючи басейни Ладозького, Онезького озер тощо) 281 тис. км², власне — 5000 км. Довжина — 74 км ((навпростець від витоку до гирла — 45 км). Витікає з Ладозького озера в районі Шліссельбурга, тече по Приневській низовині, впадає в Фінську затоку (Балтійське море).

## Історія і гідрологія
У палеозої 300—400 млн років тому вся територія сучасної дельти річки Неви була покрита морем. Осадові відкладення того часу — пісковики, піски, глини, вапняки — покривають потужною товщею (понад 200 м) кристалічний фундамент, що з складається гранітів, гнейсів і діабазів. Сучасний рельєф утворився в результаті діяльності льодовикових щитів (останнє, Валдайське заледеніння закінчилося близько 12 тис. років тому). Після відступу льодовика утворилося Литоринове море, рівень якого був на 7-9 м вище сучасного рівня Балтійського моря. По Приневській низовині із сходу на захід приблизно по річищу сучасної Неви протікала річка пра-Тосно, що впадала в затоку Літоринового моря. На півночі Карельського перешийка Литорінове море з'єднувалося широкою протокою з Ладозьким озером. Річка пра-Мга в той час текла на схід і впадала в Ладозьке озеро в районі сучасного витоку Неви; її сточище було відокремлено вододілом від сточища Тосно.
У районі Ладозького озера суходіл через ізостазію піднімалася швидше, і озеро з часом перетворилося на замкнуте водоймище. Рівень води в ньому став підніматися, і коли він перевищив рівень вододілу, озерні води, затопивши долину річки Мга, прорвалися в долину річки Тосно. У місці прориву утворилися пороги — нинішні Іванівські пороги на річці Неві. Таким чином 4 тис. років тому виникла протока між Ладозьким озером і Фінською затокою, що стала долиною річки Неви, а річки Тосна і Мга стали її притоками.
Долина Неви складена озерно-льодовиковими і післяльодниковими відкладеннями. Останні 2,5 тис. років рельєф майже не змінювався.. У цей час сформувалася дельта Неви, яка фактично є псевдодельтою, оскільки по контурах вона схожа на дельту, але утворена не акумуляцією річкового матеріалу, а врізанням в раніше сформовані морські та озерно-морські відкладення.

## Назва
Походження назви: з фін. Nevajoki, Nevajärvi (від фін. neva — болото, звідки і швед. ny) — Нева, сприйняте у народній етимології як «Нова (річка)». (Фасмер). Перше згадування — Житіє Олександра Невського (XIII ст.).

## Гідрологія
Нева — широка і глибока річка. Середня ширина 400 — 600 м. Найбільш широкі місця (1000—1250 м) — в дельті у Невських воріт Морського торгового порту в так званій воронці гирла Велика Нева, у закінчення Іванівських порогів при впадінні річки Тосни і біля острова Фабричний поблизу витоку. Найвужче місце (210 м) — навпроти мису Святки біля початку Іванівських порогів.
Середня глибина 8—11 м; найбільша глибина (24 м) (вище Літейного мосту в Смольнінській закруті у правого берега, навпроти Арсенальної вулиці), найменша (4,0—4,5 м) — в Іванівських порогах.
Долина річки має прямолінійний характер, лише нижче міста Отрадне русло утворює різкий закрут. Заплава не виражена і намічається лише в дрібних закрутах; висота берегів змінюється
від 5 до 12 м. Ширина річки змінюється від 200 м до 1,3 км. Біля Отрадного в руслі Неви є пороги, утворені валунами розмитою тут морени. У межах Санкт-Петербурга глибина річки від 12-16, до 23 м. Нижче гирла р. Охти починається дельта Неви.
Режим Неви обумовлений впливом, з одного боку, Ладозького озера, з іншого — Фінської затоки. Характерною особливістю Неви є підйоми води, обумовлені дією сильних західних вітрів, що наганяють в річку воду з Фінської затоки, що призводить до повеней. Льодовий режим її дуже нестійкий: початок льодоставу — Від першої половини жовтня до січня, розкривається з кінця березня до кінця квітня. Витрата води коливається від 355 до 4460 м³/сек, при середньому значенні близько 2500 м³/с.
Річка судноплавна, оскільки широких обмілин і кіс на Неві ніде немає, а берега майже всюди приглубі, що дозволяє суднам підходити до них впритул, за винятком небагатьох місць. Наприкінці XIX сторіччя була влаштована Уткіна заводь для відстою судів на річці.
Є великої водної магістраллю, що входить до складу Волго-Балтійського водного шляху і Біломорсько-Балтійського каналу. У зв'язку з незадовільною пропускною здатністю Неви, дуже обмеженою розведеними вдень мостами, не раз поставало питання будівництва каналу — дублера Неви, починаючи з XVIII століття.